# Harzer Naturistenstieg

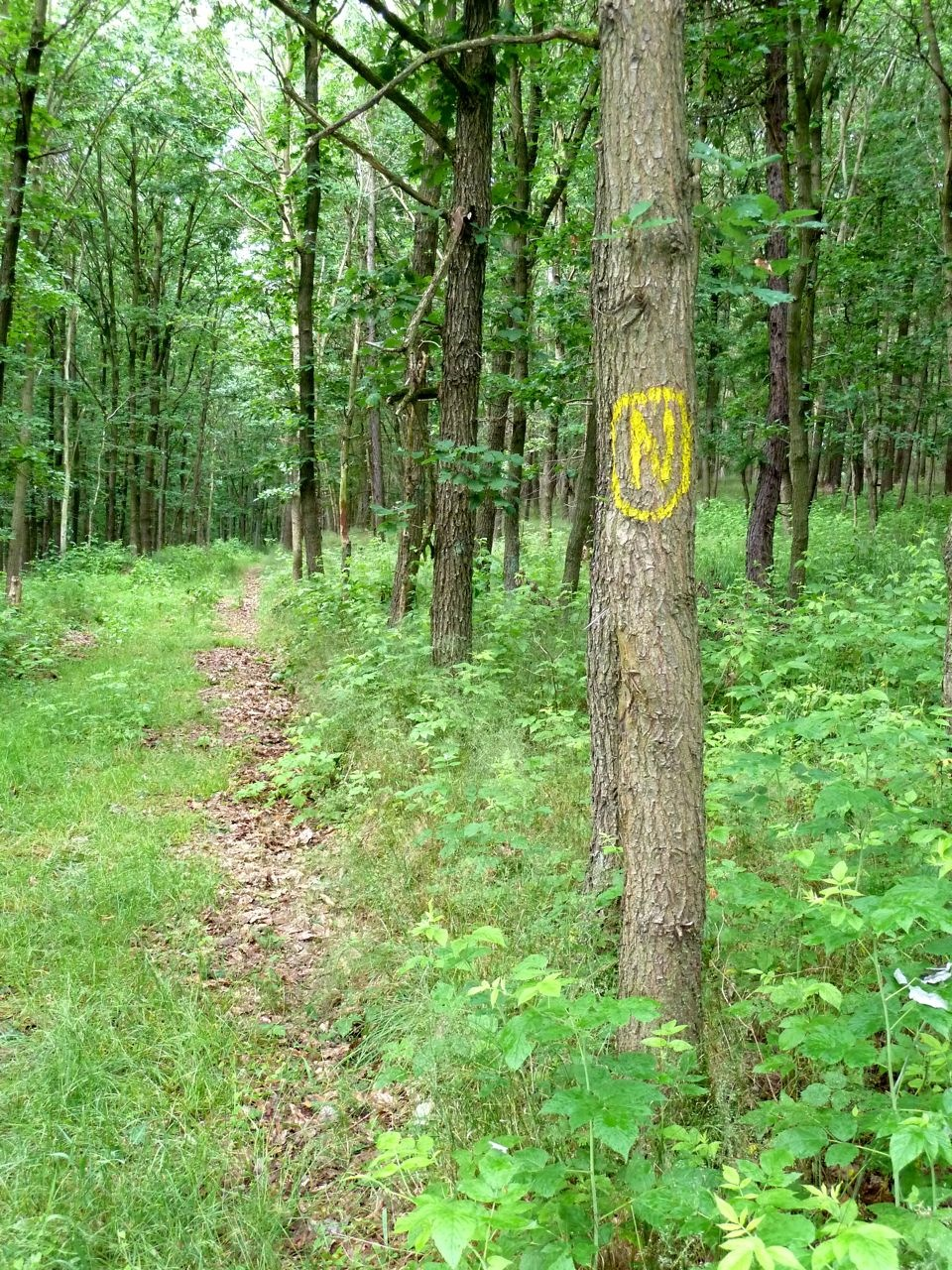
Das gelbe Wanderzeichen N an einem Baum

Der Harzer Naturistenstieg ist Deutschlands ältester Nacktwanderweg.

## Lage
Der Weg ist als Rundwanderweg angelegt. Er verläuft im südlichen Sachsen-Anhalt im Tal der Wipper im Südharz, westlich von Wippra. An der Talsperre Wippra stehen (in der Saison bewachte) Parkplätze zur Verfügung.
Wippra ist über die Bahnstrecke Klostermansfeld–Wippra erreichbar, der Startpunkt ist ca. 6 km vom Bahnhof entfernt.

## Charakteristik
Der etwa 13, nach anderen Angaben 18 km lange Rundweg mit etlichen Abstechern und Abkürzungen verläuft abseits von anderen Wegen durch Wald. Er ist durch Hinweisschilder mit einer Zeichnung zweier nackter Wanderer und der Aufschrift versehen: „Willst Du keine Nackten sehen, darfst Du hier nicht weiter gehen“. Das offizielle Wanderzeichen ist ein gelber Kreis für Rundwanderwege, der ein N umschließt. Selbstverständlich besteht keine Pflicht zum Nacktwandern.

## Geschichte
Die Idee zu dieser Einrichtung für Nacktsport entstand etwa 2008. Promoter war anfangs der Inhaber des Campingplatzes in Dankerode. Seit 2009 wurde die Strecke wandertechnisch aufbereitet und ausgeschildert und den besonderen Bedingungen der Nacktwanderer angepasst (Dornen und Brennnesseln wurden beseitigt). Die offizielle, aber informelle Freigabe erfolgte Ende Mai 2010 durch den Harzer Verkehrsverband. 2011 wurde die Wegführung erweitert; der Inhaber des Campingplatzes in Dankerode zog sich aus dem Projekt zurück, nachdem Dauercamper seinen Campingplatz wegen der Nacktwanderer verlassen hatten.
Mit dem Naturistenweg Undeloh wurde 2017 ein weiterer Nacktwanderweg in der Lüneburger Heide markiert. 

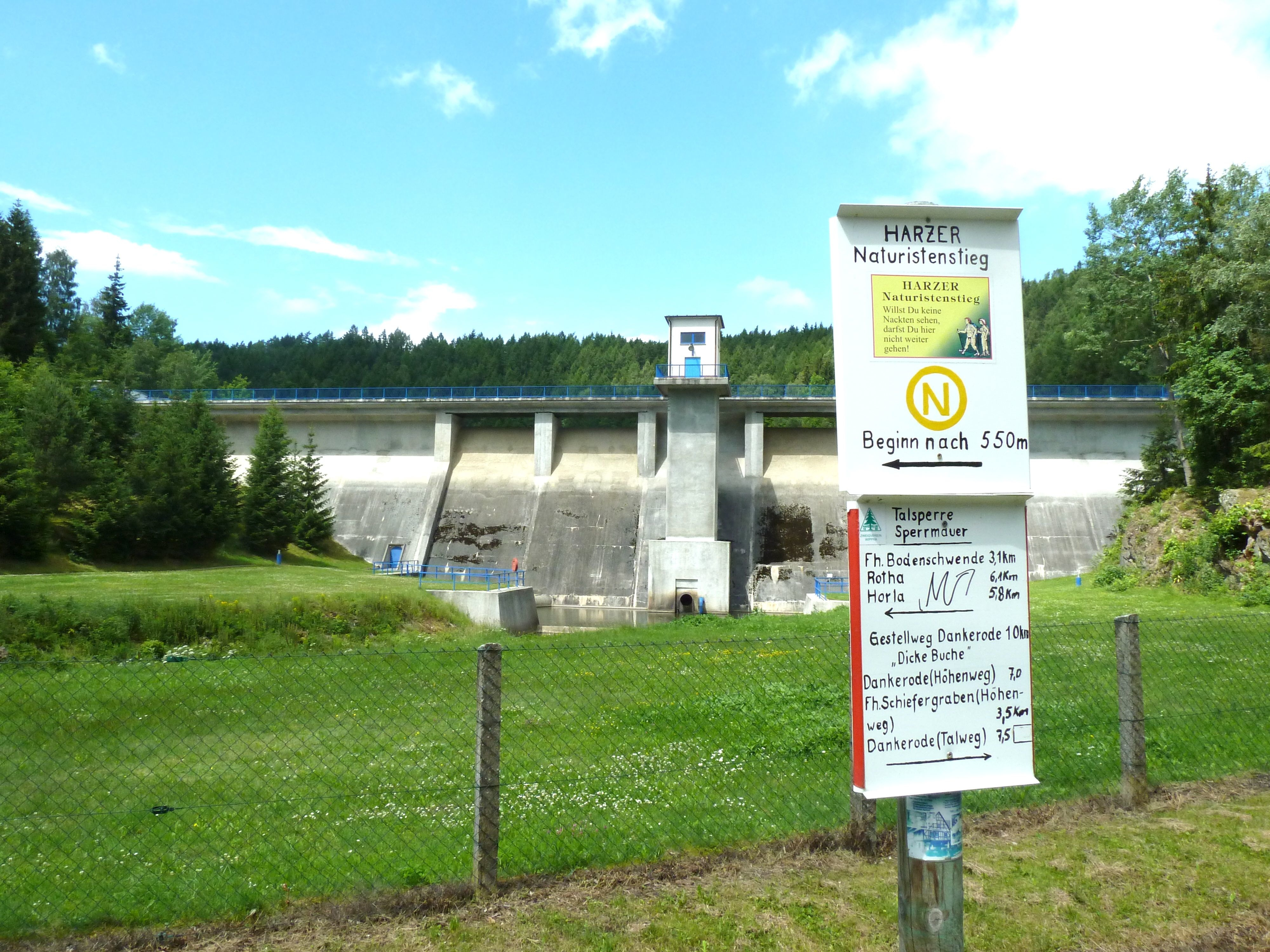
Das Schild in der Nähe der Talsperre, das auf den Anfang des Naturistenstiegs verweist
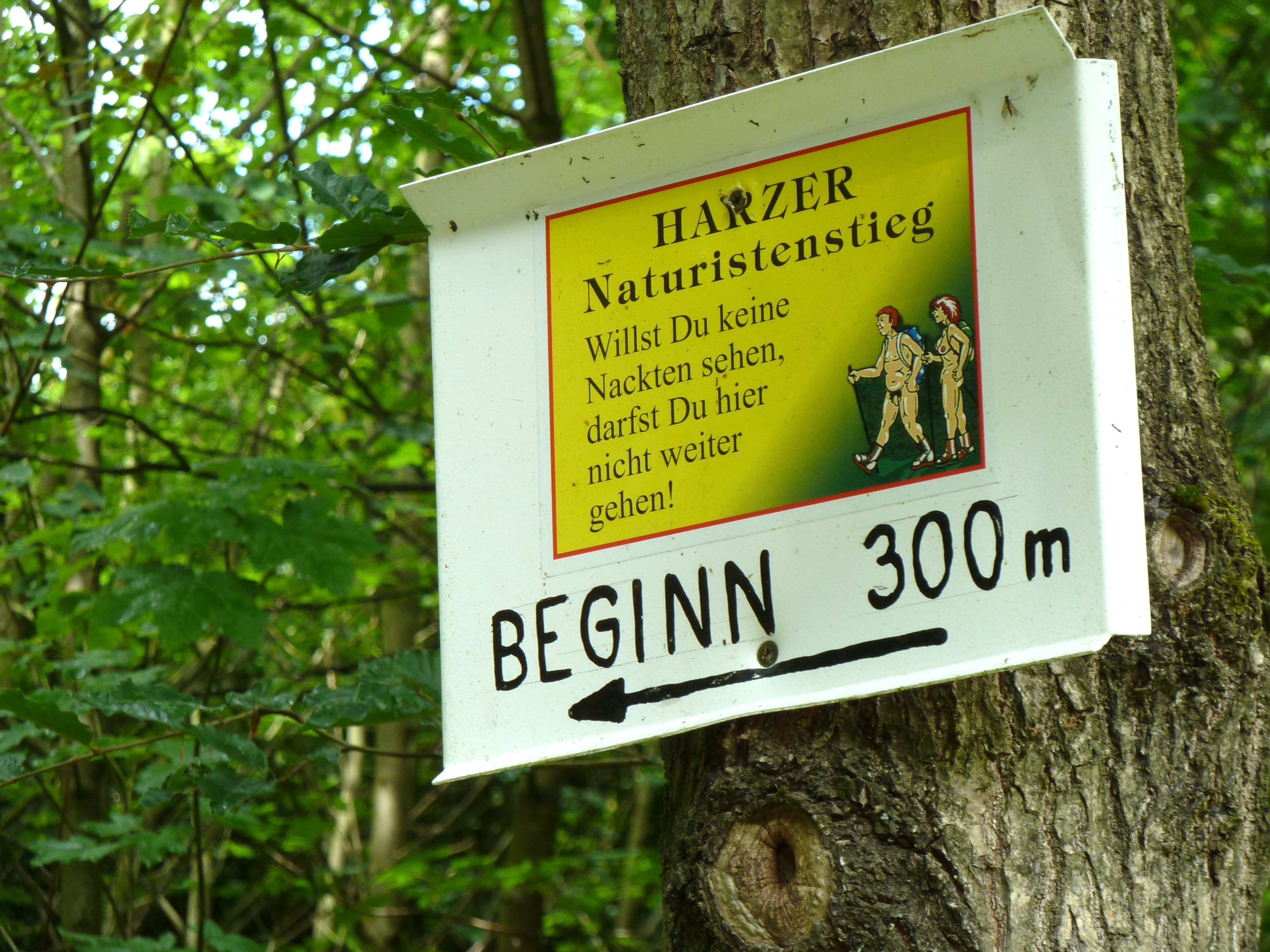
Der Harzer Naturistenstieg, Beginn nach 300 Metern
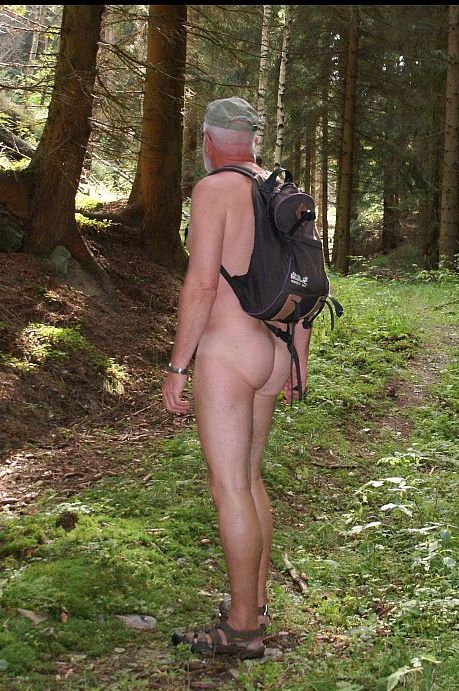
Nacktwanderung im Harz 2010